# Magalhães de Almeida
Magalhães de Almeida este un oraș în unitatea federativă Maranhão (MA), Brazilia.